# 반도관박쥐
반도관박쥐(Rhinolophus robinsoni)는 관박쥐과에 속하는 박쥐의 일종이다. 말레이시아와 타이에서 발견된다.

## 아종
3종의 아종이 알려져 있다.
- Rhinolophus robinsoni robinsoni
- Rhinolophus robinsoni klossi
- Rhinolophus robinsoni thaianus